# Bernd Freytag von Loringhoven
Bernd Freiherr Freytag von Loringhoven (6. února 1914 Kuressaare, dnes v Estonsku – 27. února 2007 Mnichov) pocházel z baltského šlechtického rodu Freytag von Loringhoven.

## Život
Za 2. světové války sloužil jako štábní důstojník na východní frontě a patřil mezi několik málo vojáků, kteří unikli stalingradskému kotli. V letech 1944–1945 působil jako adjutant u generálního štábu v hodnosti majora. Byl nositelem německého kříže ve zlatě. Těsně před Hitlerovou sebevraždou opustil přes Havolu Berlín a unikl do britského zajetí. Z tohoto zajetí byl v roce 1948 propuštěn.
Při založení Bundeswehru v roce 1956 se stal jeho součástí a zde velel různým jednotkám až do roku 1973, kdy jej opustil v hodnosti generálporučík (Generalleutnant). Působil jako poradce při natáčení filmu Pád Třetí říše. Vydal knihu Mit Hitler im Bunker nejprve ve francouzštině a následně byla přeložena do dalších jazyků.